# Osmanisch-Safawidischer Krieg (1603–1618)
Der Osmanisch-Safawidische Krieg von 1603–1618 war der dritte einer Serie von militärischen Konflikten zwischen dem Osmanischen Reich unter den Sultanen Mehmed III., Ahmed I. und Mustafa I. sowie dem persischen Safawiden-Reich unter Abbas I., bei dem es um die Vorherrschaft über Mesopotamien ging.
Der Krieg hatte zwei Phasen: Die erste begann 1603 und endete mit einem safawidischen Sieg 1612 – Persien erlangte erneut die Vorherrschaft im Kaukasus und dem Westen Persiens. Die Zweite begann 1615 und endete 1618 mit kleinen territorialen Änderungen.

## Was vorher geschah

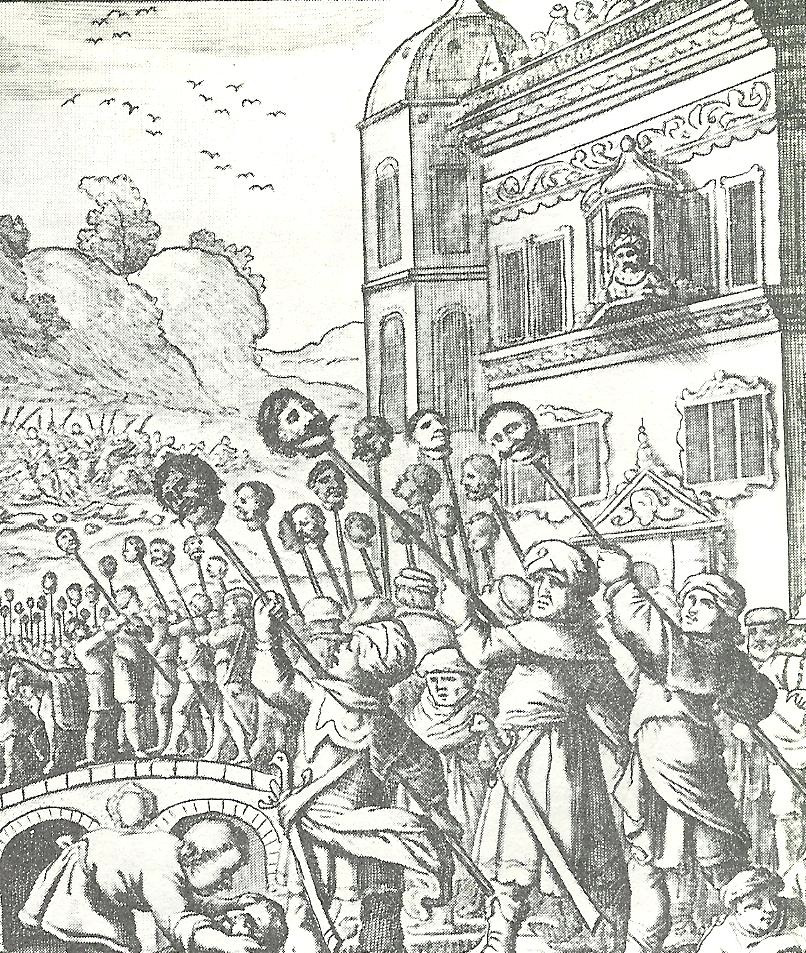
Die Eroberung von Täbris, 1603 und Parade vor Schah Abbas I

Als ein Ergebnis des vorangegangenen Osmanisch-Safawidischen Krieges (1578–1590) hatten die Osmanen Safawidische Gebiete im Nordwesten und Westen erobert, darunter Shirvan, Dagestan, den größten Teil von Aserbaidschan, Kartli, Kachetien, Luristan und Chuzestan. Dies wurde im Vertrag von Konstantinopel 1590 geregelt.
Abbas I hatte seitdem – mit Unterstützung des englischen Abenteurers Robert Shirley und seines Kanzlers Allahverdi Khan – die Armee reformiert.
Als Abbas I. plante, die im vorher verlorenen Gebiete zurückzugewinnen, waren die Osmanen im 1593 begonnenen Langen Türkenkrieg stark gebunden. Weitere Probleme hatten sie in Ostanatolien wegen der Celali-Aufstände und in Konstantinopel wegen Spannungen zwischen den Janitscharen und den Sipahi.

## Angriff der Safawiden (1603–1604)
Der Angriff der Safawiden am 26. September 1603 traf die Osmanen unvorbereitet. Abbas I. eroberte zunächst Nahavand, am 21. Oktober 1603 Täbris und danach Nachitschewan. Am 15. November 1603 belagerte er Eriwan, eroberte Tiflis, Kartli und Kachetien.

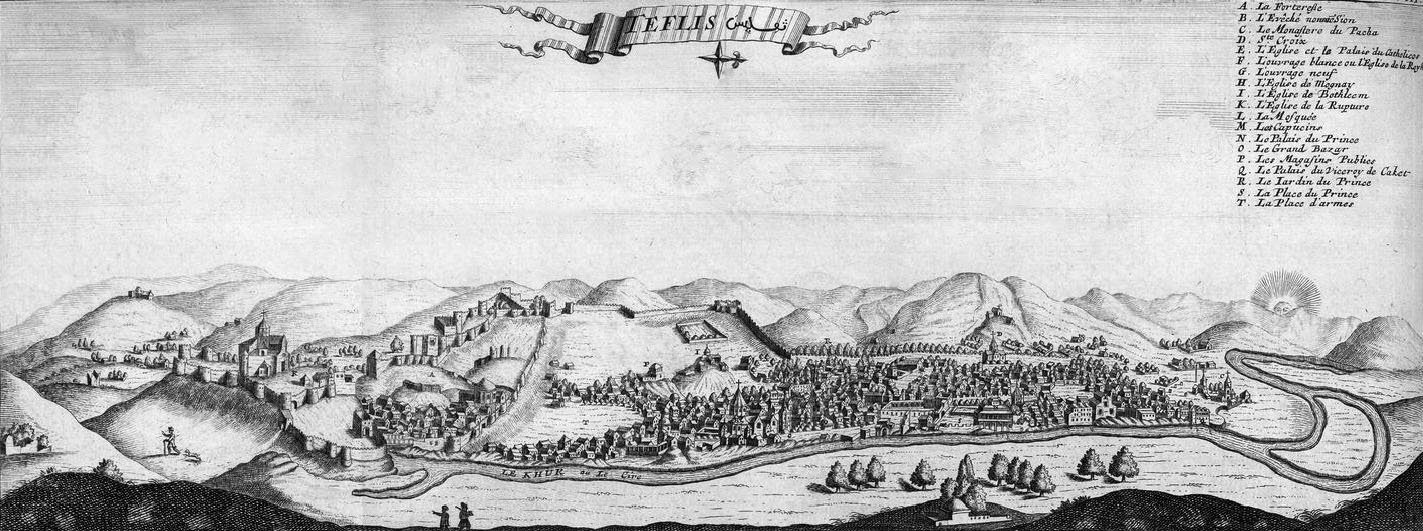
Tiflis im 17. Jahrhundert

## Erfolgloser osmanischer Gegenangriff (1604–1605)
Der türkische Sultan Mehmed III starb am 20. Dezember 1603 im Alter von 37 Jahren. Der neue Sultan Ahmed I. war 13 Jahre alt und ernannte Cigalazade Yusuf Sinan Pasha zum Kommandeur der Ostarmee. Sie brach erst im Juni 1604 aus Istanbul auf und erreichte am 8. November 1604 die Front. Die Safawiden-Armee hatte im Juni Eriwan erobert und rückte Richtung Kars vor, als sie in Akhaltsikhe stoppte. Aufgrund der späten Jahreszeit griff Abbas I nicht mehr an. 1605 zogen die Türken nach Täbris, wo sie am 9. September 1605 eine Niederlage in der Nähe des Ufers des Urmia-Sees erlitten, wobei Abbas I. seine überwiegend aus Kavallerie bestehende Streitmacht geschickt verwendete und die Osmanen beinahe 20.000 Tote zu beklagen hatten. Die Türken zogen sich im Dezember 1605 zurück und Abbas I. konnte im Juni 1606 Ganja, Baku, Shirvan und Shamakhi in Aserbaidschan erobern.

## Innere Unruhen bei den Osmanen (1605–1609)
Die Osmanen konzentrierten sich zunächst auf ihre Westfront. Der erfolgreiche Feldzug von 1605 gegen das Heilige Römische Reich unter der Führung von Großwesir Sokolluzade Lala Mehmed Pascha verbesserte die Situation in Ungarn und führte zum Frieden von Zsitvatorok 1606.
Ahmed I. ernannte nun Lala Mehmed Pasha zum Kommandanten der Ostfront, als er am 25. Juni 1606 plötzlich starb und im Osten ein Machtvakuum entstand. Die Celali-Revolten erreichten ihren Höhepunkt, als Tavil Ahmed Harput eroberte und sein Sohn Mehmed Bagdad gewann und die osmanische Streitmacht unter Nasuh Pascha besiegte. Bagdad wurde erst 1607 von Rebellen befreit, während die Unruhen anhielten.
Großwesir Kuyucu Murad Pascha beschloss, zuerst die Aufstände niederzuschlagen. Zehntausende Anatolier wurden während Murad Pashas Feldzügen (1607–1609) gegen die Rebellen getötet.

## Osmanischer Gegenangriff und Frieden (1610–1612)
Als die Ruhe wiederhergestellt war, marschierte Murad Pascha gegen Abbas I., der sich 1610 in Täbris aufhielt. Beide Armeen trafen sich in Acıçay nördlich von Täbris, ohne dass es zu Kämpfen kam. Der nahe Winter und Schwierigkeiten bei der Versorgung veranlassten Murad Pascha, sich nach Diyarbakır zurückzuziehen. Er verhandelte mit Abbas I. und bereitete gleichzeitig seine Armee auf den nächsten Angriff vor, als er am 5. August 1611 im Alter von über 90 Jahren starb.
Nasuh Pascha wurde zum neuen Großwesir und Kommandeur der östlichen Armeen ernannt. 1611 einigten sich beide Seiten auf einen Frieden – der Vertrag von Nasuh Pascha wurde am 20. November 1612 unterzeichnet und bestätigte die 1555 im Frieden von Amasya vorgesehenen Grenzen. Weiterhin verpflichtete sich Abbas I., jährlich 200 Ballen Seide zu liefern.

## Friedliches Intermezzo (1612–1615)
Der Vertrag von Nasuh Pascha war kaum mehr als ein Waffenstillstand, da die Osmanen weiterhin die Eroberungen der Safawiden zurückgewinnen wollten. Abbas I. weigerte sich, die versprochene Seide zu liefern. Die Safawiden-Armee konnte die Oberhoheit über die ostgeorgischen Fürstentümer wiederherstellen.

## Der Krieg bricht erneut aus (1615–1618)

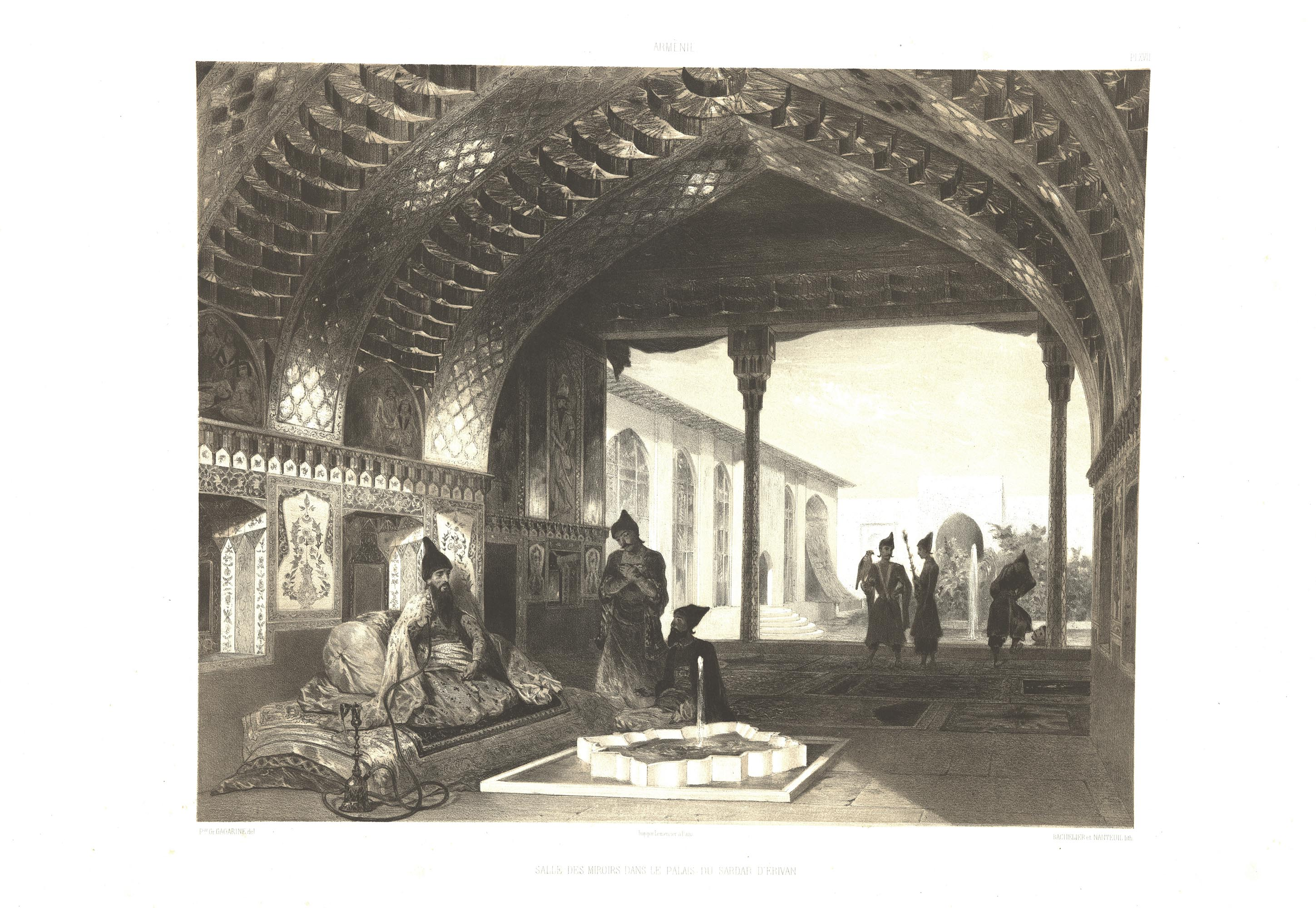
Die Spiegelhalle im Palast von Sardar

Die Osmanen beschlossen 1615 erneut anzugreifen. Großwesir Öküz Mehmed Pascha wurde zum Kommandanten ernannt, der geplante Feldzug wurde jedoch auf 1616 verschoben. Dies gab den Safawiden Zeit, ihre Grenzfestungen zu verstärken.
Im April 1616 marschierte Öküz Mehmed Pascha von Aleppo nach Kars, verstärkte die Burg und schickte zwei Verbände nach Eriwan und Nihavand. Die Osmanen besiegten eine kleine Safawiden-Truppe und belagerten Eriwan, doch ihnen fehlten angemessene Belagerungswaffen und die Verteidiger kämpften verbissen. Die Osmanen erlitten durch die Kälte und die Safawiden große Verluste. Öküz Mehmed Pascha beendete die erfolglose Belagerung und zog sich nach Erzurum zurück. Er wurde entlassen und am 17. November 1616 durch Damat Halil Pascha ersetzt.
1617 geschah nicht viel – die Streitkräfte der Krimtartaren plünderten Ganja, Nachitschewan und Julfa.
Ahmed I. starb am 22. November 1617 im Alter von 27 Jahren. Der frühe Tod von Ahmed I. schuf ein bisher noch nicht dagewesenes Problem: Mehrere Prinzen kamen für das Sultanat infrage. Şeyhülislam Esad Efendi und Sofu Mehmed Pascha, der den Großwesir vertrat, beschlossen, Mustafa I. anstelle von Ahmeds (sehr jungem) Sohn Osman II. zu inthronisieren. Erstmals wurde ein osmanischer Sultan von seinem Bruder – statt von seinem Sohn – abgelöst. Man hoffte, dass sich Mustafas psychische Gesundheit verbessern würde, aber er blieb exzentrisch. 1618 wurde er nach kurzer Herrschaft doch zugunsten seines jungen Neffen Osman II. abgesetzt.

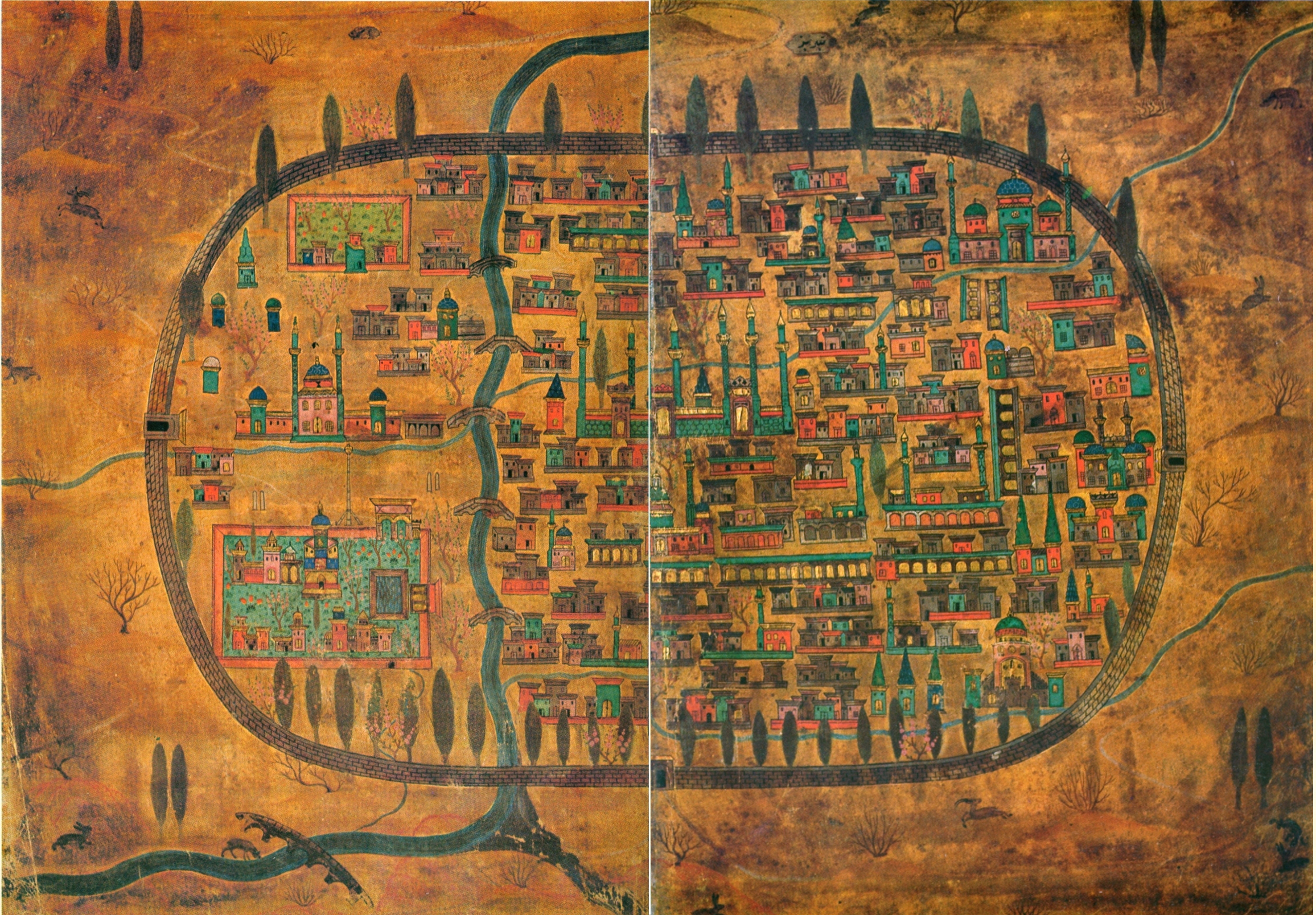
Eine Karte von Täbris aus dem 16. Jahrhundert

Osman II. ernannte erneut Öküz Mehmed Pascha für die Ost-Armee. Abbas I. erfuhr von dem osmanischen Plan, über Aserbaidschan einzudringen, Täbris einzunehmen und dann nach Ardabil und Qazvin weiterzuziehen. Er beschloss, eine Falle zu stellen und die Osmanen zunächst vordringen zu lassen. Er ließ Täbris von seinen Einwohnern evakuieren und wartete mit seiner Armee in Ardabil. 1618 drang eine osmanische Armee mit 100.000 Mann unter der Führung des Großwesirs nach Täbris vor und eroberte es mit Leichtigkeit. Der Großwesir schickte einen Botschafter zum Schah und bot Frieden gegen das seit 1603 von den Persern eroberte Land. Abbas weigerte sich und gab vor, er sei bereit, Ardabil in Brand zu setzen und sich weiter ins Landesinnere zurückzuziehen, anstatt sich der osmanischen Armee zu stellen. Als der Wesir dies hörte, beschloss er, sofort nach Ardabil zu marschieren. Genau das wollte Abbas. Seine 40.000 Mann starke Armee unter dem Kommando von Qarachaqay Khan lauerte unterwegs an einer Kreuzung und überfiel die osmanische Armee – in der Schlacht von Sufiyan am 10. September 1618 errangen die Perser einen vollständigen Sieg.
Ein neuer Großwesir, Damat Halil Pascha, übernahm das Kommando und setzte die Invasion fort. Als die osmanische Armee auf Ardabil vorrückten, baten die Safawiden um Frieden.

## Der Frieden von Serav (1618)
Der Vertrag von Serav wurde ausgehandelt, er ähnelte dem vorherigen Vertrag, mit geringfügigen Berichtigungen der Grenzlinie. Außerdem wurde der jährliche Tribut der persischen Seite von 200 auf 100 Seidenballen verringert.